# Novožďárský les
Der Novožďárský les (deutsch: Neuenbrand-Revier) im östlichen Fichtelgebirge ist ein nahezu vollständig mit Fichtenforsten bedecktes Waldgebiet. Ursprünglich war das Neuenbrand-Revier eine Forstabteilung des Liebensteiner Forstes. Erst nach der Neueinteilung durch die tschechoslowakischen Behörden wurde dieses Waldgebiet als Novožďárský les bezeichnet.
Als tschechischer Teil der Selb-Wunsiedler Hochfläche ist es eine flach gewellte Hügellandschaft auf 500 bis 661 m n.m.. Naturräumlich gehört es zur Hazlovská pahorkatina (deutsch etwa: Haslauer Hügelland), einer Untereinheit der etwas über das landläufig als Fichtelgebirge bezeichnete Gebiet hinausgehenden geomorphologischen Haupteinheit Smrčiny (deutsch: Fichtelgebirge) nach tschechischem System.

## Geographie
Der Novožďárský les erstreckt sich im Westen entlang der Staatsgrenze zu Deutschland von Wildenau bei Selb bis Nový Žďár (deutsch: Neuenbrand) und Hazlov-Pata (deutsch: Haslau-Pata) im Osten. Im Norden begrenzt die I.-Klasse-Straße 64 von Aš (deutsch: Asch) nach Hazlov das Waldgebiet, im Süden bilden ein Teil der Bahnlinie Aš-Hazlov und das Tal des Ostrožký potok (deutsch: Holzbergbach) die Grenze.
Südlich dieses Gebietes liegt der Slatinný les (deutsch: Gärberhau), nördlich der Chebský les (deutsch: Egerer Stadtwald).

## Geologie
Geologisch besteht der Gebirgsstock im Wesentlichen aus Granit. Die Geschichte seiner Orogenese beginnt im Präkambrium vor etwa 750–800 Millionen Jahren – fast 20 % der Erdgeschichte deckt das Gebirge ab, was nur auf wenige der heute noch bestehenden Rumpfgebirge zutrifft. Der Gebirgsstock ist vielfach von Basaltkegeln durchsetzt.

## Berge
Höchster Berg im Novožďárský les ist der Sušárna (deutsch: Kühbühl) mit 661 m n.m.
- Weitere Berge siehe Selb-Wunsiedler Hochfläche.

## Ortschaften
Kleinere Orte wie Nový Žďár und einige Weiler und Einöden liegen verstreut im Novožďárský les.

## Gewässer
Die Flussläufe Mlýnský potok (deutsch: Mühlbach), Slatinný potok (deutsch: Schladabach) und Ostrožký potok entspringen im Novožďárský les. Der Nebeský potok (deutsch: Weiherbach) durchfließt ihn, von Norden kommend, am östlichen Rand. Dort befinden sich auch einige Weiher.

## Nachweise
1. ↑  Heinrich Berghaus: Das Fichtelgebirge und der Frankenjura in: Deütschlands Höhen – Beiträge zur genauern Kenntniß derselben (1834), auf books.google.de
2. ↑  DEMEK J. a kol.: Zeměpisný lexikon ČSR – Hory a nížiny, Academia, Praha 1987, S. 222.

## Karten
- BayernAtlas